# 29. Kongress der Vereinigten Staaten
Der 29. Kongress der Vereinigten Staaten, bestehend aus dem Repräsentantenhaus und dem Senat, war die Legislative der Vereinigten Staaten von Amerika. Seine Legislaturperiode dauerte vom 4. März 1845 bis zum 4. März 1847. Alle Abgeordneten des Repräsentantenhauses sowie ein Drittel der Senatoren (Klasse I) waren 1844 bei den Kongresswahlen gewählt worden. Dabei ergab sich in beiden Kammern eine Mehrheit für die Demokratische Partei, die mit James K. Polk auch den Präsidenten stellte. Die Whig Party musste sich mit der Oppositionsrolle begnügen. Der Kongress tagte in der amerikanischen Bundeshauptstadt Washington, D.C. Die Vereinigten Staaten bestanden damals aus 27 Bundesstaaten. Der 27. Bundesstaat, Florida, war einen Tag vor Beginn der Legislaturperiode des 29. Kongresses, am 3. März 1845, in die Union aufgenommen worden. Im Verlauf der Legislaturperiode kamen die Staaten Texas und Iowa hinzu. Damit war die Zahl der US-Bundesstaaten am Ende der Amtszeit des 29. Kongresses auf 29 angestiegen. Die Sitzverteilung im Repräsentantenhaus basierte auf der Volkszählung von 1840.

## Wichtige Ereignisse
Siehe auch 1845, 1846 und 1847
- 4. März 1845: Beginn der Legislaturperiode des 29. Kongresses. Gleichzeitig tritt Präsident Polk sein neues Amt als US-Präsident an. Er löst John Tyler ab.
- Während der Legislaturperiode gehen die Indianerkriege weiter.
- 10. Oktober 1845: In Annapolis in Maryland wird die United States Naval Academy eröffnet.
- 2. Dezember 1845: Präsident Polk verkündet die Manifest Destiny Doktrin.
- 29. Dezember 1845: Texas wird 28. Bundesstaat der USA.
- 25. April 1846: Beginn des Mexikanisch-Amerikanischen Kriegs, der sich an der Annexion von Texas entzündete und der bis zum Februar 1848 anhält und mit einem amerikanischen Sieg endet.
- 14. Juni 1846: Im damals noch mexikanischen Kalifornien kommt es zur sogenannten Bear Flag Revolt. Amerikanische Siedler starten eine Rebellion gegen Mexiko und gründen die kalifornische Republik. Wenig später beginnen amerikanische Truppen mit der Eroberung Kaliforniens, das bereits 1850 zum US-Bundesstaat wird.
- 15. Juni 1846: Der Oregon-Kompromiss bestimmt den 49. Breitengrad als Grenze zwischen den USA und dem westlichen Teil des britischen Kanadas. Damit enden jahrelange Grenzstreitigkeiten.
- 10. August 1846: Gründung der Smithsonian Institution in Washington DC.
- November 1846: Bei den Kongresswahlen in den USA erringen Demokraten die Mehrheit im Senat, während die Whig Party im Repräsentantenhaus die Mehrheit stellen kann.
- 28. Dezember: Iowa wird 29. Bundesstaat der USA.
- 1846: Der südliche Teil des Districts of Columbia wird an Virginia zurückgegeben. Der Rest ist bis heute Bundesbezirk.
- 4. Januar 1847: Samuel Colt verkauf erstmals Revolver an die amerikanische Regierung.

## Die wichtigsten Gesetze
In den Sitzungsperioden des 29. Kongresses wurden unter anderem folgende Bundesgesetze verabschiedet (siehe auch: Gesetzgebungsverfahren):
- 13. Mai 1846: Kriegserklärung an Mexiko. Kampfhandlungen gab es schon seit April 1846. Siehe oben.
- 9. Juli 1846: Gesetz zur Rückgabe von nicht mehr benötigtem Land im District of Columbia an den Staat Virginia.
- 30. Juli 1846: Walker Tariff Act

## Zusammensetzung nach Parteien

### Senat
- Demokratische Partei: 34
- Whig Party: 22
- Vakant: 2

Gesamt: 58 Stand am Ende der Legislaturperiode

### Repräsentantenhaus
- Demokratische Partei: 142
- Whig Party: 79
- American Party: 6
- Vakant: 1

Gesamt: 228 Stand am Ende der Legislaturperiode
Außerdem gab es noch zwei nicht stimmberechtigte Kongressdelegierte.

## Amtsträger

### Senat
- Präsident des Senats: George M. Dallas (D = Demokratische Partei)
- Präsident pro tempore: Ambrose Hundley Sevier (D) bis 8. August 1846, dann David Rice Atchison (D)

### Repräsentantenhaus
- Sprecher des Repräsentantenhauses: John Wesley Davis (D)

## Senatsmitglieder
Im 29. Kongress vertraten folgende Senatoren ihre jeweiligen Bundesstaaten:
| Alabama - 2. Dixon Hall Lewis (D) - 3. Arthur Bagby (D) Arkansas - 2. Chester Ashley (D) - 3. Ambrose Hundley Sevier (D) Connecticut - 1. Jabez W. Huntington (W) - 3. John Milton Niles (D) Delaware - 1. John Middleton Clayton (W) - 2. Thomas Clayton (W) Florida - 1. David Levy Yulee (D) ab dem 1. Juli 1845 - 2. James Westcott (D) ab dem 1. Juli 1845 Georgia - 2. John MacPherson Berrien (W) Mit einer Unterbrechung zwischen Mai und Nov 1845 - 3. Walter T. Colquitt (D) Illinois - 2. James Semple (D) - 3. Sidney Breese (D) Indiana - 1. Jesse D. Bright (D) - 3. Edward A. Hannegan (D) Iowa - 2. Vakant Staatsbeitritt 28. Dezember 1846 - 3. Vakant Staatsbeitritt 28. Dezember 1846 Kentucky - 2. James Morehead (W) - 3. John J. Crittenden (W) Louisiana - 2. Alexander Barrow (W) bis zum 29. Dezember 1846 - Pierre Soulé (D) ab dem 21. Januar 1847 - 3. Henry Johnson (W) Maine - 1. John Fairfield (D) - 2. George Evans (W) Maryland - 1. Reverdy Johnson (W) - 3. James Pearce (W) Massachusetts - 1. Daniel Webster (W) - 2. Isaac C. Bates (W) bis zum 16. März 1845 - John Davis ab dem 24. März 1845 Michigan - 1. Lewis Cass (D) - 2. William Woodbridge (W) | Mississippi - 1. Jesse Speight (D) - 2. Robert J. Walker (D) bis zum 5. März 1845 - Joseph W. Chalmers (D) ab dem 3. November 1845 Missouri - 1. Thomas Hart Benton (D) - 3. David Rice Atchison (D) New Hampshire - 2. Levi Woodbury (D) bis zum 20. November 1845 - Benning W. Jenness (D) zwischen dem 1. Dez. 1845 und dem 13. Jun. 1846 - Joseph Cilley (L= Liberty Party) ab dem 13. Juni 1846 - 3. Charles G. Atherton (D) New Jersey - 1. William L. Dayton (W) - 2. Jacob W. Miller (W) New York - 1. Daniel S. Dickinson (D) - 3. John Adams Dix (D) North Carolina - 2. Willie Person Mangum (W) - 3. William Henry Haywood (D) bis zum 25. Juli 1846 - George Edmund Badger (W) ab dem 26. November 1846 Ohio - 1. Thomas Corwin (W) - 3. William Allen (D) Pennsylvania - 1. Daniel Sturgeon (D) - 3. James Buchanan (D) bis zum 5. März 1845 - Simon Cameron (D) ab dem 13. März 1845 Rhode Island - 1. Albert C. Greene (W) - 2. James F. Simmons (W) South Carolina - 2. John C. Calhoun (D) ab dem 26. November 1845 - 3. George McDuffie (D) bis zum 17. August 1846 - Andrew Butler (D) ab dem 4. Dezember 1846 Tennessee - 1. Hopkins L. Turney (D) - 2. Spencer Jarnagin (D) Texas - 1. Thomas Jefferson Rusk (D) ab dem 21. Februar 1846 - 2. Sam Houston (D) ab dem 21. Februar 1846 Vermont - 1. Samuel S. Phelps (W) - 3. William Upham (W) Virginia - 1. Isaac S. Pennybacker (D) Zwischen dem 3. Dez. 1845 und dem 12. Jan. 1847 - James Murray Mason (D) ab dem 21. Januar 1847 - 2. William S. Archer (W) |

## Mitglieder des Repräsentantenhauses
Folgende Kongressabgeordnete vertraten im 29. Kongress die Interessen ihrer jeweiligen Bundesstaaten:
| Alabama 7 Wahlbezirke - 1. Edmund Strother Dargan (D) - 2. Henry Washington Hilliard (W) - 3. William Lowndes Yancey (D) bis zum 1. September 1846 - James La Fayette Cottrell (D) ab dem 7. Dezember 1846 - 4. William Winter Payne (D) - 5. George S. Houston (D) - 6. Reuben Chapman (D) - 7. Felix Grundy McConnell (D) bis zum 10. Dezember 1846 - Franklin Welsh Bowdon (D) ab dem 7. Dezember 1846 Arkansas Staatsweite Wahl - Archibald Yell (D) bis zum 1. Juli 1846 - Thomas Willoughby Newton (W) ab dem 6. Februar 1847 Connecticut 4 Wahlbezirke - 1. James Dixon (W) - 2. Samuel D. Hubbard (W) - 3. John A. Rockwell (W) - 4. Truman Smith (W) Delaware Staatsweite Wahl - John W. Houston (W) Florida Staatsweit - Edward Carrington Cabell (W) zwischen dem 6. Okt. 1845 und dem 24. Jan 1846 - William Henry Brockenbrough (D) ab dem 24. Januar 1846 Georgia 8 Wahlbezirke - 1. Thomas Butler King (W) - 2. Seaborn Jones (D) - 3. George W. Towns (D) ab dem 5. Januar 1846 - 4. Hugh A. Haralson (D) - 5. John Henry Lumpkin (D) - 6. Howell Cobb (D) - 7. Alexander Hamilton Stephens (W) - 8. Robert Augustus Toombs (W) Illinois 7 Wahlbezirke - 1. Robert Smith (D) - 2. John Alexander McClernand (D) - 3. Orlando B. Ficklin (D) - 4. John Wentworth (D) - 5. Stephen A. Douglas (D) - 6. Joseph P. Hoge (D) - 7. Edward Dickinson Baker (W) bis zum 15. Januar 1847 - John Henry ab dem 5. Februar 1847 Indiana 10 Wahlbezirke - 1. Robert Dale Owen (D) - 2. Thomas J. Henley (D) - 3. Thomas Smith (D) - 4. Caleb Blood Smith (W) - 5. William W. Wick (D) - 6. John Wesley Davis (D) - 7. Edward W. McGaughey (W) - 8. John Pettit (D) - 9. Charles W. Cathcart (D) - 10. Andrew Kennedy (D) Iowa Staatsweite Wahlen - Serranus Clinton Hastings (D) ab dem 28. Dezember 1846 - Shepherd Leffler (D) ab dem 28. Dezember 1846 Kentucky 10 Wahlbezirke - 1. Linn Boyd (D) - 2. John H. McHenry (W) - 3. Henry Grider (W) - 4. Joshua Fry Bell (W) - 5. Bryan Rust Young (W) - 6. John Preston Martin (D) - 7. William Thomasson (W) - 8. Garrett Davis (W) - 9. Andrew Trumbo (W) - 10. John W. Tibbatts (D) Louisiana 4 Wahlbezirke - 1. John Slidell (D) bis zum 10. November 1845 - Emile La Sére (D) ab dem 29. Januar 1846 - 2. Bannon Goforth Thibodeaux (W) - 3. John H. Harmanson (D) - 4. Isaac Edward Morse (D) Maine 7 Wahlbezirke - 1. John Fairfield Scamman (D) - 2. Robert P. Dunlap (D) - 3. Luther Severance (W) - 4. John D. McCrate (D) - 5. Cullen Sawtelle (D) - 6. Hannibal Hamlin (D) - 7. Hezekiah Williams (D) Maryland 6 Wahlbezirke. - 1. John Grant Chapman (W) - 2. Thomas Johns Perry (D) - 3. Thomas Watkins Ligon (D) - 4. William Fell Giles (D) - 5. Albert Constable (D) - 6. Edward Long (W) Massachusetts 10 Wahlbezirke - 1. Robert Charles Winthrop (W) - 2. Daniel P. King (W) - 3. Amos Abbott (W) - 4. Benjamin Thompson (W) - 5. Charles Hudson (W) - 6. George Ashmun (W) - 7. Julius Rockwell (W) - 8. John Quincy Adams (W) - 9. Artemas Hale (W) - 10. Joseph Grinnell (W) Michigan 3 Wahlbezirke - 1. Robert McClelland (D) - 2. John Smith Chipman (D) - 3. James B. Hunt (D) Mississippi Staatsweite Wahlen - Stephen Adams (D) - Jefferson Davis (D) bis Juni 1846 - Henry T. Ellett (D) ab dem 26. Januar 1847 - Robert W. Roberts (D) - Jacob Thompson (D) Missouri Staatsweite Wahlen - James B. Bowlin (D) - John S. Phelps (D) - Sterling Price (D) bis zum 12. August 1846 - William McDaniel (D) ab dem 7. Dezember 1846 - James Hugh Relfe (D) - Leonard Henly Sims (D) New Hampshire Alle Abgeordneten wurden staatsweit gewählt. - James Hutchins Johnson (D) - Mace Moulton (D) - Moses Norris (D) - Vakant New Jersey 5 Wahlbezirke - 1. James G. Hampton (W) - 2. Samuel G. Wright (W) bis zum 30. Juli 1845 - George Sykes (D) ab dem 4. November 1845 - 3. John Runk (W) - 4. Joseph E. Edsall (D) - 5. William Wright (W) | New York 34 Wahlbezirke. - 1. John W. Lawrence (D) - 2. Henry J. Seaman (A= American Party) - 3. William Starr Miller I. (A) - 4. William B. Maclay (D) - 5. Thomas M. Woodruff (A) - 6. William W. Campbell (A) - 7. Joseph H. Anderson (D) - 8. William W. Woodworth (D) - 9. Archibald C. Niven (D) - 10. Samuel Gordon (D) - 11. John F. Collin (D) - 12. Richard P. Herrick (W) bis zum 20. Juni 1846 - Thomas C. Ripley (W) ab dem 17. Dezember 1846 - 13. Bradford R. Wood (D) - 14. Erastus D. Culver (W) - 15. Joseph Russell (D) - 16. Hugh White (W) - 17. Charles S. Benton (D) - 18. Preston King (D) - 19. Orville Hungerford (D) - 20. Timothy Jenkins (D) - 21. Charles Goodyear (D) - 22. Stephen Strong (D) - 23. William J. Hough (D) - 24. Horace Wheaton (D) - 25. George O. Rathbun (D) - 26. Samuel S. Ellsworth (D) - 27. John De Mott (D) - 28. Elias B. Holmes (W) - 29. Charles H. Carroll (W) - 30. Martin Grover (D) - 31. Abner Lewis (W) - 32. William A. Moseley (W) - 33. Albert Smith (W) - 34. Washington Hunt (W) North Carolina 9 Wahlbezirke - 1. James Graham (W) - 2. Daniel Moreau Barringer (W) - 3. David Settle Reid (D) - 4. Alfred Dockery (W) - 5. James C. Dobbin (D) - 6. James Iver McKay (D) - 7. John Daniel (W) - 8. Henry Selby Clark (D) - 9. Asa Biggs (D) Ohio 21 Wahlbezirke - 1. James J. Faran (D) - 2. Francis A. Cunningham (D) - 3. Robert Cumming Schenck (W) - 4. Joseph Vance (W) - 5. William Sawyer (D) - 6. Henry St. John (D) - 7. Joseph J. McDowell (D) - 8. Allen G. Thurman (D) - 9. Augustus L. Perrill (D) - 10. Columbus Delano (W) - 11. Jacob Brinkerhoff (D) - 12. Samuel Finley Vinton (W) - 13. Isaac Parrish (D) - 14. Alexander Harper (W) - 15. Joseph Morris (D) - 16. John D. Cummins (D) - 17. George Fries (D) - 18. David A. Starkweather (D) - 19. Daniel R. Tilden (W) - 20. Joshua Reed Giddings (W) - 21. Joseph M. Root (W) Pennsylvania 24 Wahlbezirke - 1. Lewis Charles Levin (A) - 2. Joseph Reed Ingersoll (W) - 3. John Hull Campbell (A) - 4. Charles Jared Ingersoll (D) - 5. Jacob Senewell Yost (D) - 6. Jacob Erdman (D) - 7. Abraham Robinson McIlvaine (W) - 8. John Strohm (W) - 9. John Ritter (D) - 10. Richard Brodhead (D) - 11. Owen D. Leib (D) - 12. David Wilmot (D) - 13. James Pollock (W) - 14. Alexander Ramsey (W) - 15. Moses McClean (D) - 16. James Black (D) - 17. John Blanchard (W) - 18. Andrew Stewart (W) - 19. Henry Donnel Foster (D) - 20. John Hoge Ewing (W) - 21. Cornelius Darragh (W) - 22. William Swan Garvin (D) - 23. James Thompson (D) - 24. Joseph Buffington (W) Rhode Island 2 Wahlbezirke - 1. Henry Y. Cranston (W) - 2. Lemuel H. Arnold (W) South Carolina 7 Wahlbezirke - 1. James A. Black (D) - 2. Richard F. Simpson (D) - 3. Joseph A. Woodward (D) - 4. Alexander D. Sims (D) - 5. Armistead Burt (D) - 6. Isaac E. Holmes (D) - 7. Robert Rhett (D) Tennessee 11 Wahlbezirke - 1. Andrew Johnson (D) - 2. William Michael Cocke (W) - 3. John Hervey Crozier (W) - 4. Alvan Cullom (D) - 5. George Washington Jones (D) - 6. Barclay Martin (D) - 7. Meredith Poindexter Gentry (W) - 8. Joseph Hopkins Peyton (W) bis zum 11. November 1845 - Edwin Hickman Ewing (W) ab dem 2. Januar 1846 - 9. Lucien Bonaparte Chase (D) - 10. Frederick Perry Stanton (D) - 11. Milton Brown (W) Texas 2 Wahlbezirke - 1. David Spangler Kaufman (D) ab dem 30. März 1846 - 2. Timothy Pilsbury (D) ab dem 30. März 1846 Vermont 4 Wahlbezirke - 1. Solomon Foot (W) - 2. Jacob Collamer (W) - 3. George Perkins Marsh (W) - 4. Paul Dillingham (D) Virginia 15 Wahlbezirke - 1. Archibald Atkinson (D) - 2. George Dromgoole (D) - 3. William Tredway (D) - 4. Edmund W. Hubard (D) - 5. Shelton Leake (D) - 6. James Alexander Seddon (D) - 7. Thomas H. Bayly (D) - 8. Robert Hunter (D) - 9. John Pendleton (W) - 10. Henry Bedinger (D) - 11. William Taylor (D) bis zum 17. Januar 1846 - James McDowell (D) ab dem 6. März 1846 - 12. Augustus A. Chapman (D) - 13. George Washington Hopkins (D) - 14. Joseph Johnson (D) - 15. William Gay Brown (D) |

Nicht stimmberechtigte Mitglieder im Repräsentantenhaus:
- Iowa-Territorium: Augustus C. Dodge (D) bis zum 28. Dezember 1846
- Wisconsin-Territorium: Morgan Lewis Martin (D)